# Chocolate City (film)
Chocolate City è un film del 2015 scritto e diretto da Jean-Claude La Marre.
Il film è interpretato da Robert Ri'chard, Michael Jai White, Tyson Beckford e Vivica A. Fox. Seppur non sia un rifacimento, è considerato da molti la versione afroamericana del film del 2012 Magic Mike.
Nel 2017 esce su Netflix il sequel Chocolate City: Vegas Strip.

## Trama
La vita di Michael, studente al college, cambia improvvisamente quando incontra il proprietario di uno strip club che gli offre di diventare uno spogliarellista. Michael, sotto lo pseudonimo "Sexy Chocolate", diventa ben presto la stella del locale, ma nasconde la sua nuova professione alla famiglia.

## Distribuzione
Negli Stati Uniti il film è stato distribuito nelle sale cinematografiche e su iTunes dal 22 maggio 2015.